# Juan de la Cruz Mourgeón
Juan de la Cruz Mourgeón y Achet (mort en avril 1822 à Quito) est un général espagnol et un administrateur colonial. Il combat pendant la guerre d'Indépendance de l'Espagne contre la France et dans la vice-royauté de Nouvelle-Grenade contre les rebelles désirant l'indépendance. De 1819 à 1821 il est vice-roi de la Nouvelle-Grenade, le dernier. 

## Biographie
Cruz Mourgeón combat avec talent dans la Guerre d'indépendance espagnole. Il participe à la bataille de Bailén (1808) et de Bornos (1812). Il est hautement décoré pour son service, devenant un chevalier de l'Ordre de Saint Ferdinand, de  San Hermenegildo, et de celui de Benemérito de la Patria (grade héroique), tout en recevant de nombreuses médailles.
Il est le dernier titulaire de la vice-royauté de Nouvelle-Grenade en 1819, servant jusqu'à 1821, mais la colonie est en révolte ouverte. Il est aussi gouverneur du Panama (août-octobre 1821). De là il organise une expédition pour reconquérir Quito, où il arrive en décembre. Il propose de libérer les esclaves qui combattraient dans les rangs royalistes. Au début de 1822 il écrit une lettre à Simón Bolívar, admettant la défaite de la reconquête espagnole de ses anciennes colonies.
Il meurt à Quito en avril 1822.

### Sources
- (en) Cet article est partiellement ou en totalité issu de l’article de Wikipédia en anglais intitulé « Juan de la Cruz Mourgeón » (voir la liste des auteurs).